# Juwelier Weiss
Die Juwelier Weiss GmbH war ein deutsches Juwelier-Filialunternehmen mit Sitz im nordrhein-westfälischen Hagen, das im letzten Jahr ihres eigenständigen Bestehens als Tochter der Douglas Holding einen Umsatz von 270 Millionen DM in 88 Filialen erzielte. Im Zuge der Übernahme der Mehrheit der Christ Juweliere und Uhrmacher seit 1863 GmbH durch die Douglas Holding, wurde die Juwelier Weiss GmbH mit einem Buchwert von 43 Millionen DM eingebracht.

## Geschichte
Die Hussel Holding AG übernahm die Juwelier Weiss GmbH im Jahr 1979.
Im Jahr 1993 eröffnete die Juwelier Weiss GmbH das 75. Fachgeschäft und erzielte einen Umsatz von 260 Millionen DM. Bis zur Fusion mit der Christ Juweliere und Uhrmacher seit 1863 GmbH erweiterte sich das Filialnetz auf 88 Fachgeschäfte. Mit der Verschmelzung von der Juwelier Weiss GmbH auf die Christ Juweliere und Uhrmacher seit 1863 GmbH zum 1. Januar 1995 endete die Selbstständigkeit des Unternehmens. Das gemeinsame Unternehmen kam bei den Untersuchungen des Kartellamtes in Deutschland auf einen Marktanteil von sechs Prozent bei einem summierten Umsatz von 710 Millionen DM.